# Мелроз парк (Флорида)
Мелроз парк (енгл. Melrose Park) је градска четврт Форт Лодердејла и бивше пописом одређено насељено место је у америчкој савезној држави Флорида.

## Демографија
По попису из 2000. године број становника је 7.114.
| Група             | 2000.         | 2010.    |
| Белци             | 576 (8,1%)    | 0 (0,0%) |
| Афроамериканци    | 5.880 (82,7%) | 0 (0,0%) |
| Азијати           | 56 (0,8%)     | 0 (0,0%) |
| Хиспаноамериканци | 277 (3,9%)    | 0 (0,0%) |
| Укупно            | 7.114         | 0        |